# Xã Palmer, Quận Divide, Bắc Dakota
Xã Palmer (tiếng Anh: Palmer Township) là một xã thuộc quận Divide, tiểu bang Bắc Dakota, Hoa Kỳ. Năm 2010, dân số của xã này là 17 người.